# Mosstodloch
Mosstodloch est une localité du Moray, en Écosse.
La population était de 1 100 habitants en 2011.